# 城鎮特權

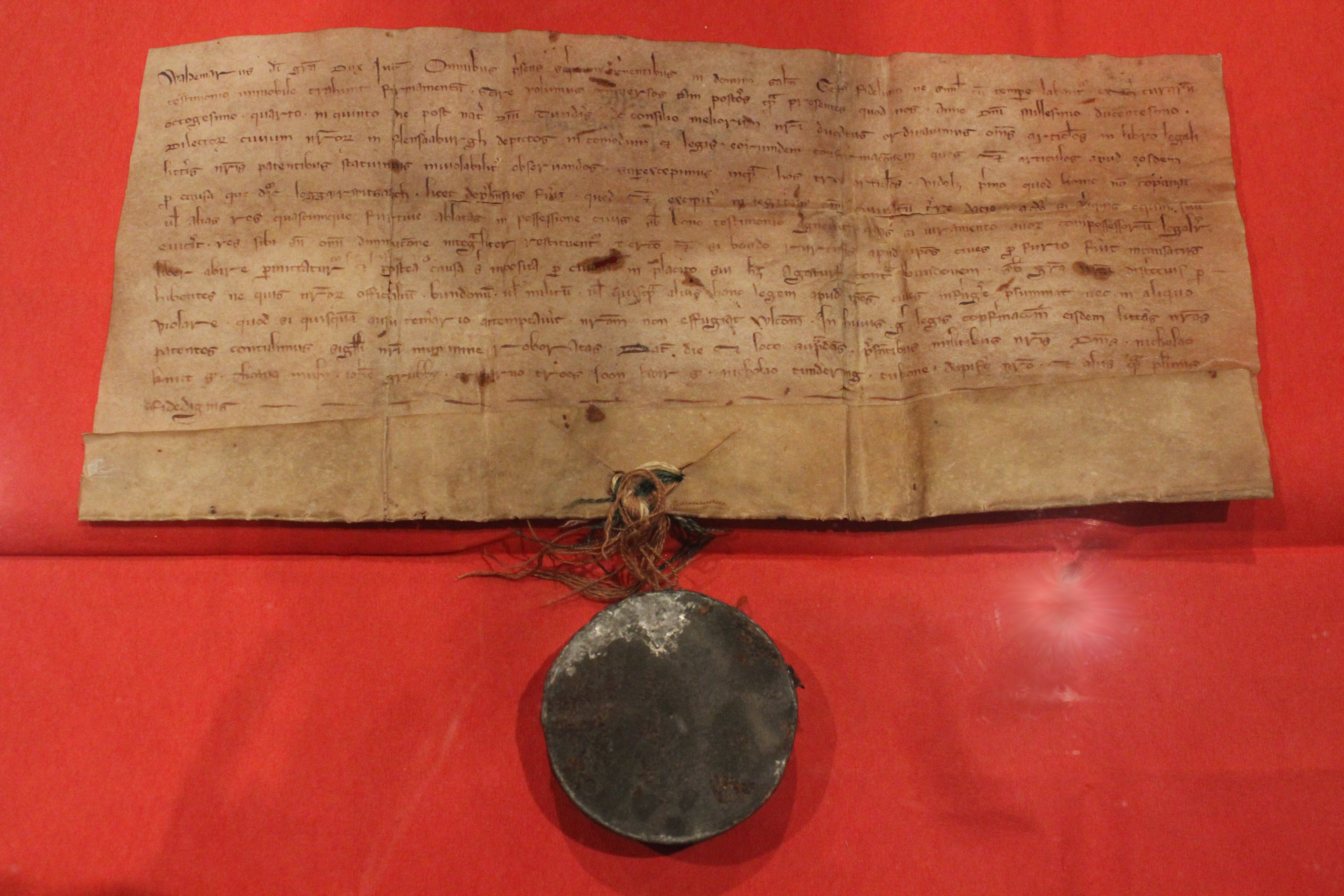
弗伦斯堡自治市憲章 (1284)

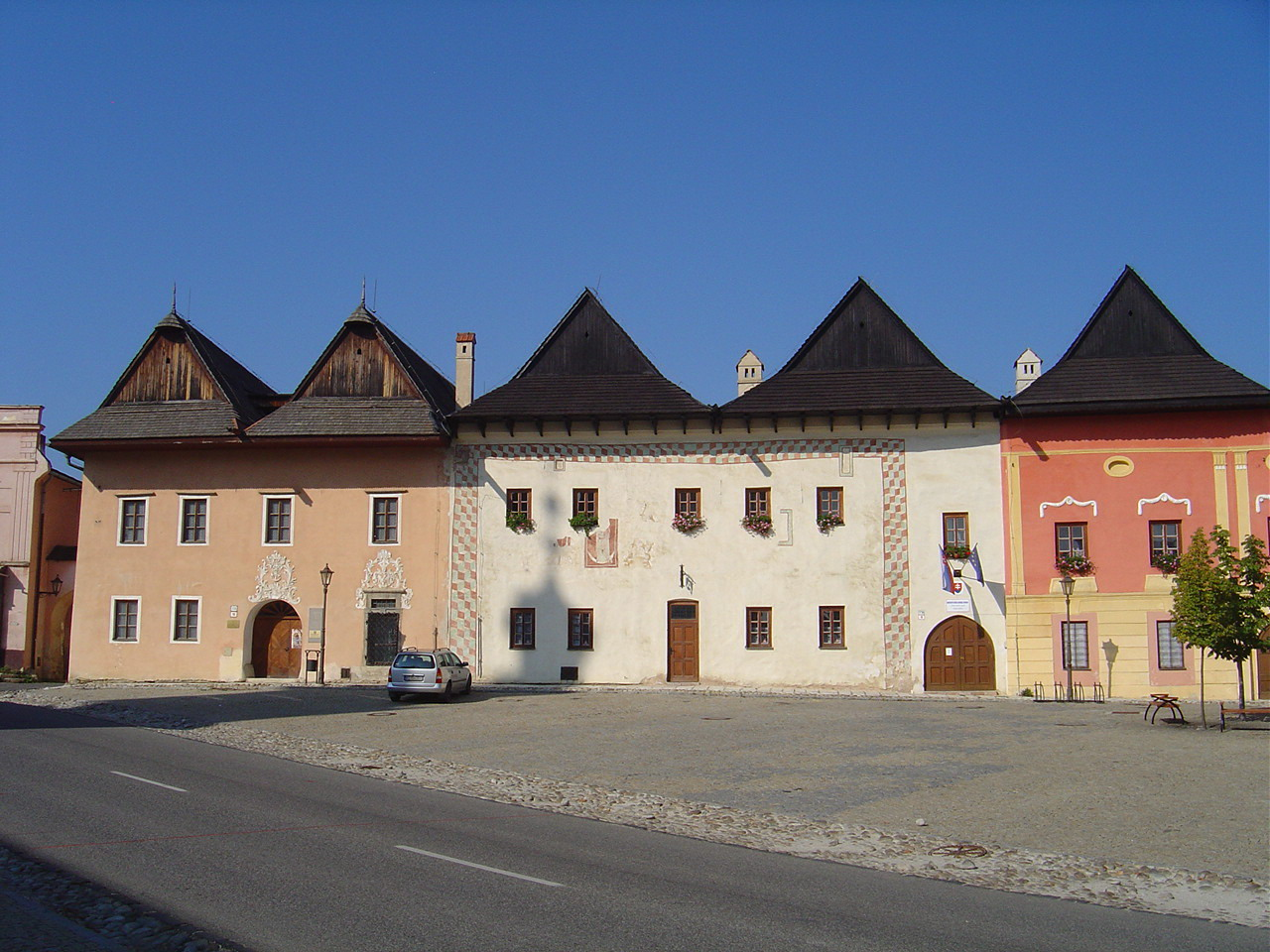
斯洛伐克（现波普拉德）斯皮什卡索博塔的中世紀廣場。該鎮原名的字面意思為「斯皮什的星期六」，原意源自該鎮被授予每禮拜揀選某日主持市集活動的權利。

城鎮特權（Town privileges）或自治市權利（borough rights），是歐洲市鎮在公元第二個千年大部分時間裡的其一重要特性。在中欧的城市法傳統，可能可以追溯到意大利模式，而意大利模式又以罗马城市自治的傳統為其前導。
於司法層面上，一個自治市鎮borough（或自治市burgh）要與鄉村地域區分開，是通過由管治君主所頒的特許狀實現，而這份文件會列出市鎮擁有的特权和法律 。衡常賦予的特權，涉及贸易（市集地點、貨品存儲等）和行会的成立事項。其中一些特權是永久性質的，這樣就可能意味著獲賦權的市鎮，是同時獲得被稱為自治市的權利，因此該權限也被稱為「自治市權利」（德語：  ）。同一時間其也可獲得一定程度的自治、於議會的代表地位和稅負減免。這種賦權也有著多層級分類；例如，在瑞典，授權自治市鎮建立的基本皇家特許狀，是容許了一般貿易活動，但並未容許進行外貿，而需要有更高級別的特許狀授予外貿市場指定權Staple right才可進行。